# مسجد وزیر
این مسجد در خیابان شهدا در ضلع غربی پارک شهدا قرار دارد. پلان مسجد شبستانی و قابل مقایسه با مساجدی چون میرزا فرج‌الله و رشید قلعه بیگی است. شبستان اصلی مسجد دارای چهارستون چوبی با تزئینات و سرستون چوبی و نیز قف مسجد چوبی است. در ضلع غربی مسجد محوطه‌ای قرار دارد که به روش طاق و تویزه مسقف شده و محل دفن خانواده‌های «مشیر وزیری» و «معتمد هاشمی» است. روی سنگ‌های قبر نام صاحبان قبر و نیز اشعاری به خط نستعلیق بسیار زیبا و همچنین نقوش گل و گیاه حجاری شده است حیاط مسجد در ضلع جنوبی قرار دارد و دارای آب نمایی است که آب قنات در آن جاری است. این مسجد که به دوران قاجاریه تعلق دارد از بناهای زیبای شهر سنندج است.